# Filidh
Filidh es el nombre que las antiguas tribus celtas de Irlanda daban a los adivinos o profetas. 
Las tribus celtas de la Galia se referían a estos adivinos o profetas como vades. Los filidhs fueron muy importantes para la conservación de la cultura celta durante la época prerromana y romana. Las leyendas y la épica se transmitían de forma oral. Este hecho hizo que la importancia de estos adivinos fuese vital para que hoy en día se conozca el legado cultural de las regiones con pasado celta. Durante la época romana, estos adivinos ejercieron distintas profesiones, entre las  que se incluyen la de druída, bardo, músico o poeta. Mantenían viva la tradición oral y la transmisión del conocimiente incluso durante la Edad Media. 
Los filidhs supieron conectar el pasado y las tradiciones celtas con la tradición cristiana, aunque finalmente la tradición oral y la cultura celta quedaría suplantada por el cristianismo. Su contribución a la preservación del legado celta ha permitido que hoy en día la cultura y la tradición de las naciones celtas siga viva y nos permita saber más de esa pasado oculto y misterioso, lleno de incógnitas, mitos, leyendas y batallas épicas.
- Datos: Q24961528